# Waghäusel
Waghäusel è un comune tedesco di 20 185 abitanti, situato nel land del Baden-Württemberg.

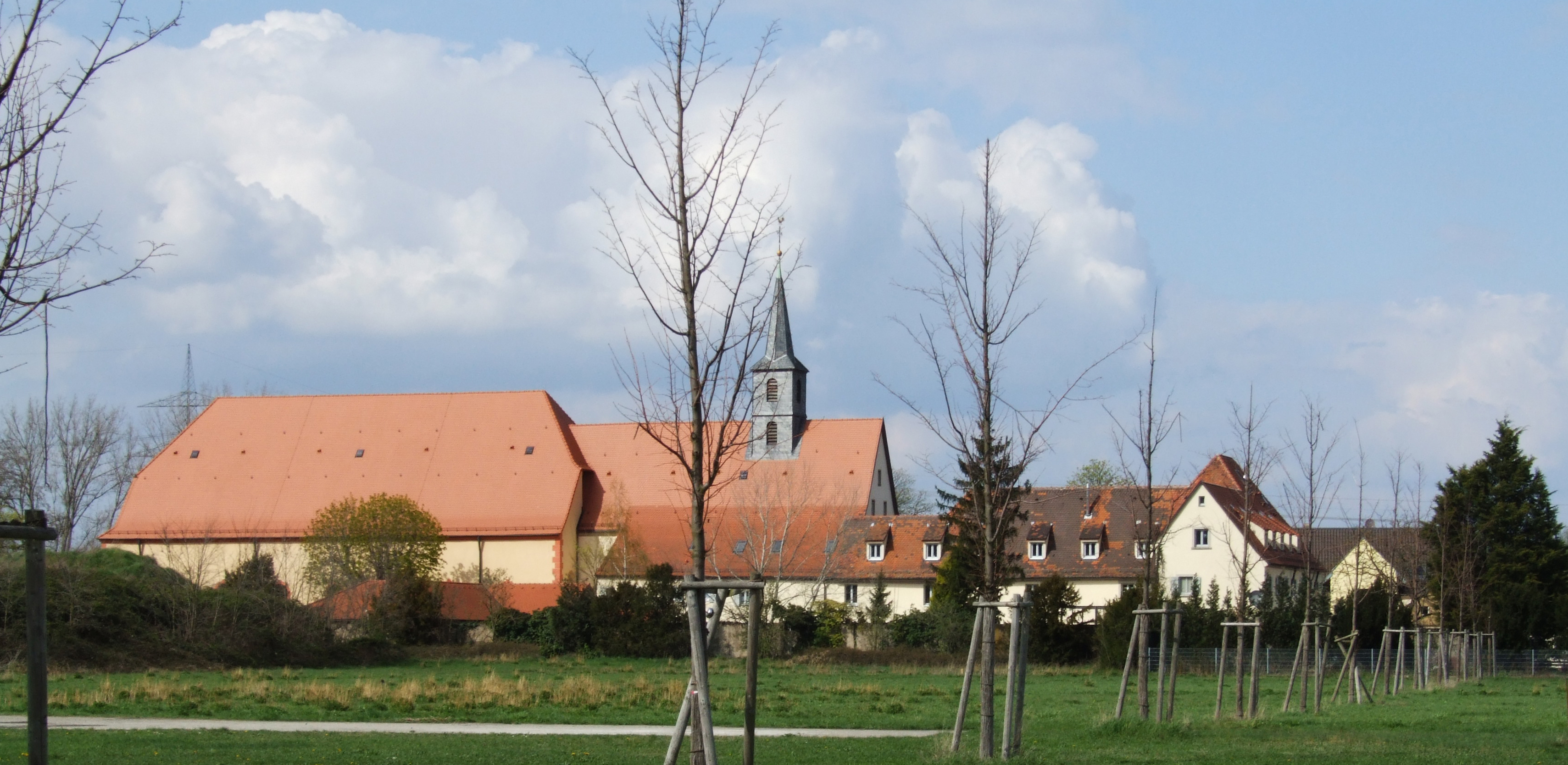
Marienwallfahrtskirche Waghäusel